# Martin Stohler (Politiker, 1914)

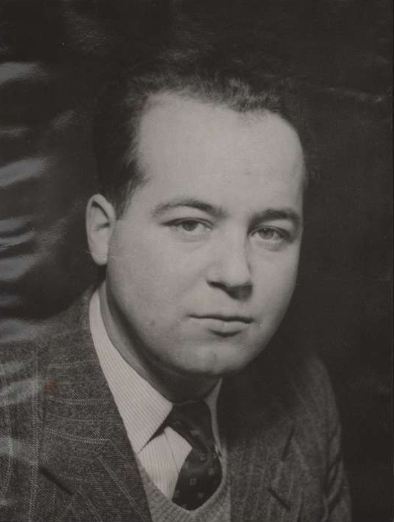
Martin Stohler (zwischen 1945 und 1966)

Martin «Bobbi» Stohler-Bader (geboren am 21. Oktober 1914 in Basel; gestorben am 5. Oktober 1966 in Frankreich; heimatberechtigt in Basel und Pratteln) war ein Schweizer Jurist, Gewerkschafter und Politiker. Er war Grossrat des Kantons Basel-Stadt, Mitbegründer und Präsident der Sektion Industriearbeiter Basel des Schweizerischen Textil- und Fabrikarbeiterverbands (STFV) sowie Strafgerichtspräsident. Er war als Anwalt der kleinen Leute bekannt.

## Kindheit, Jugend, Studium
Martin Stohler wurde in Basel als Sohn des Rektors und sozialdemokratischen Politikers Martin Stohler und Anna Stohler geboren. Er wuchs in Basel auf und besuchte da die Primarschule und das Humanistische Gymnasium. Danach hat er in Basel und Paris Rechtswissenschaften studiert und schloss 1938 in Basel mit dem Doktorat ab. Anschliessend hatte er mehrere Volontariatsstellen inne und leistete militärischen Aktivdienst. 1942 bestand er die Anwaltsprüfung. Im Jahr darauf heiratete er seine Jugendfreundin Elisabeth Bader, mit der er eine Tochter und einen Sohn hatte.

## Berufliche und Politische Laufbahn

### Anfänge und Parteispaltung
Schon in seiner Jugend hatte sich Stohler in sozialistischen Kreisen engagiert. Während des Studiums gehörte er der antistalinistisch ausgerichteten Marxistischen Studentengruppe an, die von Trotzkisten wie Fritz Belleville und deutschen Emigranten aus dem Umfeld der SAP und der KPO unterstützt wurde. 1941 wurde er für die SP Basel-Stadt in den Basler Grossen Rat gewählt. Nach bestandener Anwaltsprüfung eröffnete er seine eigene Kanzlei.
Stohler gehörte zum linken Flügel der Basler SP. Im Februar 1943 gehörte er, unter anderem mit Carl Miville senior, zu einer oppositionellen Gruppe in der Partei. Diese forderte eine geschlossene Arbeiterbewegung, nämlich ein Engagement für die Legalisierung der Kommunistischen Partei der Schweiz (KPS), Zusammenarbeit mit den Kommunisten in Basel sowie auf nationaler Ebene mit den Nicolisten. Stohler spielte neben Miville und der Präsidentin der SP-Frauengruppe, Clara Bächlin, eine zentrale Rolle in dieser Gruppe.
Die Parteileitung der SP Basel-Stadt forderte diese Gruppierung am 10. Mai 1944 auf, sich aufzulösen, ein von ihr verfasstes Manifest nicht zu verbreiten und die Kontakte zu Kommunisten und der im April 1944 gegründeten Basler Partei der Arbeit (PdA) zu kappen. Diesen Forderungen kam die Gruppierung nicht nach. Am 25. Mai 1944 stimmten Stohler und sieben andere Grossräte der SP zusammen mit der PdA gegen die Validierung der Grossratswahl vom März 1944, von der viele Anhänger der verbotenen KPS ausgeschlossen waren. Darauf leitete die Parteileitung gegen ihn und weitere Vertreter des linken Flügels ein Ausschlussverfahren ein. Im Juni 1944 wurden er, die andern Grossräte, die gegen die Validierung gestimmt hatten, und Regierungsrat Miville aus der SP ausgeschlossen.
Wie er zuvor angekündigt hatte, schlossen sich Stohler und die andern Ausgeschlossenen sowie andere Angehörige der Parteilinken danach der PdA an. Er nahm danach im Parteivorstand der PdA Basel und der PdA Schweiz Einsitz.
Stohler war zudem Sekretär der am 6. Februar 1944 neu gegründeten Gesellschaft zur Förderung und Pflege normaler Beziehungen zwischen der Schweiz und der Sowjetunion.
1944 forderte Stohler per Anzug die Einführung des Frauenstimmrechts im Kanton Basel-Stadt. Infolgedessen fand im Dezember 1945 im Grossen Rat die dritte Debatte über das Frauenstimmrecht nach 1919 und 1927 statt. Der Regierungsrat und mehr als drei Viertel des Grossen Rates sprachen sich dafür aus, doch scheiterte die nach Stohlers Vorstoss ausgearbeitete Vorlage am 16. Juni 1946 in der Volksabstimmung.

### Nachkriegszeit
Trotz der Parteispaltung 1944 wurde Stohler 1946 mit Unterstützung der SP zum Strafgerichtspräsidenten gewählt. 1952 stellte die SP einen eigenen Kandidaten, der auch von den bürgerlichen Parteien und dem Landesring der Unabhängigen (LdU) unterstützt wurde. Gegen diesen verpasste Stohler im zweiten Wahlgang die Wiederwahl. Er nahm darauf seine anwaltliche Tätigkeit wieder auf. Dabei erarbeitete er sich einen Ruf als «Anwalt der kleinen Leute» und «Anwalt des Volkes». Er übernahm viele kleine familien- oder strafrechtliche Fälle, oft auch von wenig begüterten Arbeitern und Rentnern. Für die Mitglieder der von ihm präsidierten Basler Sektion des STFV (ab 1964 Gewerkschaft Textil Chemie Papier [GTCP]) bot er eine wöchentliche kostenlose Rechtsberatung an.
Unmittelbar nach dem Zweiten Weltkrieg setzte sich Stohler für die Verfolgung von Nationalsozialisten, deren Sympathisanten oder Vertretern einer anpasserischen Haltung in Basel ein. Im Juni 1945 forderte er die «Säuberung des Kantons vor nationalsozialistischen Elementen». Im Februar 1946 setzte er sich ebenso wie Ernst Herzog per Interpellation dafür ein, die Basler Unterzeichner der Eingabe der Zweihundert ihrer Ämter zu entheben oder ihnen Staatsaufträge zu entziehen. Er forderte den Regierungsrat auch erfolglos auf, einen öffentlichen Auftritt von Kurt Schuschnigg zu verhindern.
1950 und 1956 kandidierte Stohler für die PdA bei den Regierungsratswahlen, wurde jedoch nicht gewählt. In der PdA nahm Stohler wie zuvor schon in der SP eine kritische Haltung ein. So protestierte er bereits 1948 nach dem Bruch der Kominform mit Tito gegen blinden Gehorsam. Als er 1956 nach dem Ungarnaufstand die PdA verliess, hatte er längst zur innerparteilichen Opposition gehört. Ein Grund für die Entfremdung von der PdA war das Gewicht, das er der individuellen Freiheit des Menschen beimass. Auch die von kommunistischen Regimes begangenen Verbrechen waren mit seinen Vorstellungen von Sozialismus nicht vereinbar. Im Grossen Rat trat er zusammen mit vier Gesinnungsgenossen aus der PdA-Fraktion aus und gründete die Gruppe «Unabhängige Sozialisten». Bei den Grossratswahlen 1960 konnte er mit dieser Gruppierung drei Sitze gewinnen, während die PdA die Hälfte ihrer bisher 16 Sitze verlor. Dieser Erfolg basierte vor allem auf der Unterstützung der Chemiearbeiter. 1963 kehrte er zur SP zurück.
Stohler bekleidete zudem zahlreiche weitere Ämter. Er war Bürgerrat, Gemeinderat von Riehen und Verfassungsrat.

## Rolle in der Gewerkschaftsbewegung
Stohler spielte eine massgebliche Rolle bei der Gründung der STFV-Sektion Industriearbeiter Basel. Die bestehende Basler Sektion des STFV verlor in den 1930er-Jahren ihre Bedeutung, war nur noch in der Textilindustrie tätig und hatte 1940 nur noch 135 Mitglieder. Die Unternehmen der Basler Chemieindustrie duldeten zu dieser Zeit kein gewerkschaftliches Engagement. Gewerkschaftlich aktive Arbeiter wurden in der Regel umgehend entlassen. Die Organisation der Basler Chemiearbeiter wurde angeregt von dem Bauzeichner und Chemiearbeiter Leo Loew, der dazu Kontakt mit dem linkssozialistischen Kreis um Stohler aufnahm. Stohler nutzte darauf seine Beziehungen zur verbotenen KPS, die noch über gewisse Strukturen in der Chemiearbeiterschaft verfügte. Deren Sekretär Marino Bodenmann sagte ihm Unterstützung zu. Die neue Sektion wurde 1941 mit Loew als erstem Präsidenten gegründet. Der STFV anerkannte die neue Gruppe als zweite Basler Sektion neben der bestehenden. Stohler gehörte dem ersten Vorstand der Sektion an. Nachdem Loew Anfang 1943 als Sekretär festangestellt wurde, übernahm Stohler das Sektionspräsidium, das er bis zu seinem Tod 1966 behielt. Über die bestehenden kommunistischen Betriebsgruppe wurden schliesslich die Arbeiter organisiert. Wegen der Gewerkschaftsfeindlichkeit der Unternehmen und weil der Aufbau der Sektion als subversive Aktivität der Kommunisten betrachtet wurde, musste die Arbeit im Geheimen stattfinden.
Nach den schwierigen Anfängen wuchs die Sektion rasant. Zählte der STFV inklusive der unbedeutend gewordenen Textilsektion 1942 1'010 und 1943 1'888 Mitglieder, waren es 1944 schon 4'364, 1945 7'420 und 1946 wurde der Höchststand von 10'412 erreicht. Die neue Gewerkschaftssektion trug damit den Löwenanteil zum starken Wachstum der Basler Gewerkschaften während des Zweiten Weltkriegs bei. 1946 war die Sektion Basel des STFV die grösste Gewerkschaftssektion der Schweiz. Zu diesem Erfolg hatte Stohler entscheidend beigetragen. Bei vielen Chemiearbeitern weckte er Hoffnung und sorgte er für Begeisterung mit seiner kämpferischen Haltung. Während des Konflikts in der Basler Chemieindustrie nahm Stohler zeitweise an den Anfang 1945 abgeschlossenen Verhandlungen über einen Gesamtarbeitsvertrag teil. Dieser Gesamtarbeitsvertrag gilt als Meilenstein in der Schweizer Sozialgeschichte. Auch wenn es zuvor schon kollektive vertragliche Regelungen zwischen Arbeitgeberverbänden und Gewerkschaften in der Schokoladenindustrie und auf regionaler Ebene in der Uhrenindustrie gab, war der Vertrag in der Basler Chemie der erste Gesamtarbeitsvertrag, der für eine wichtige Exportindustrie die Arbeitsbedingungen mittels Verhandlungen zwischen den beiden Parteien einheitlich regelte.
Stohler war auch über viele Jahre Vorstandsmitglied des Gewerkschaftskartells Basel-Stadt. Zuletzt war er bis zu seinem Tod dessen Vizepräsident. Zudem war er Mitglied des Zentralvorstandes des STFV.
In der Arbeiterbewegung wurde Stohler «Bobbi» genannt.

## Tod

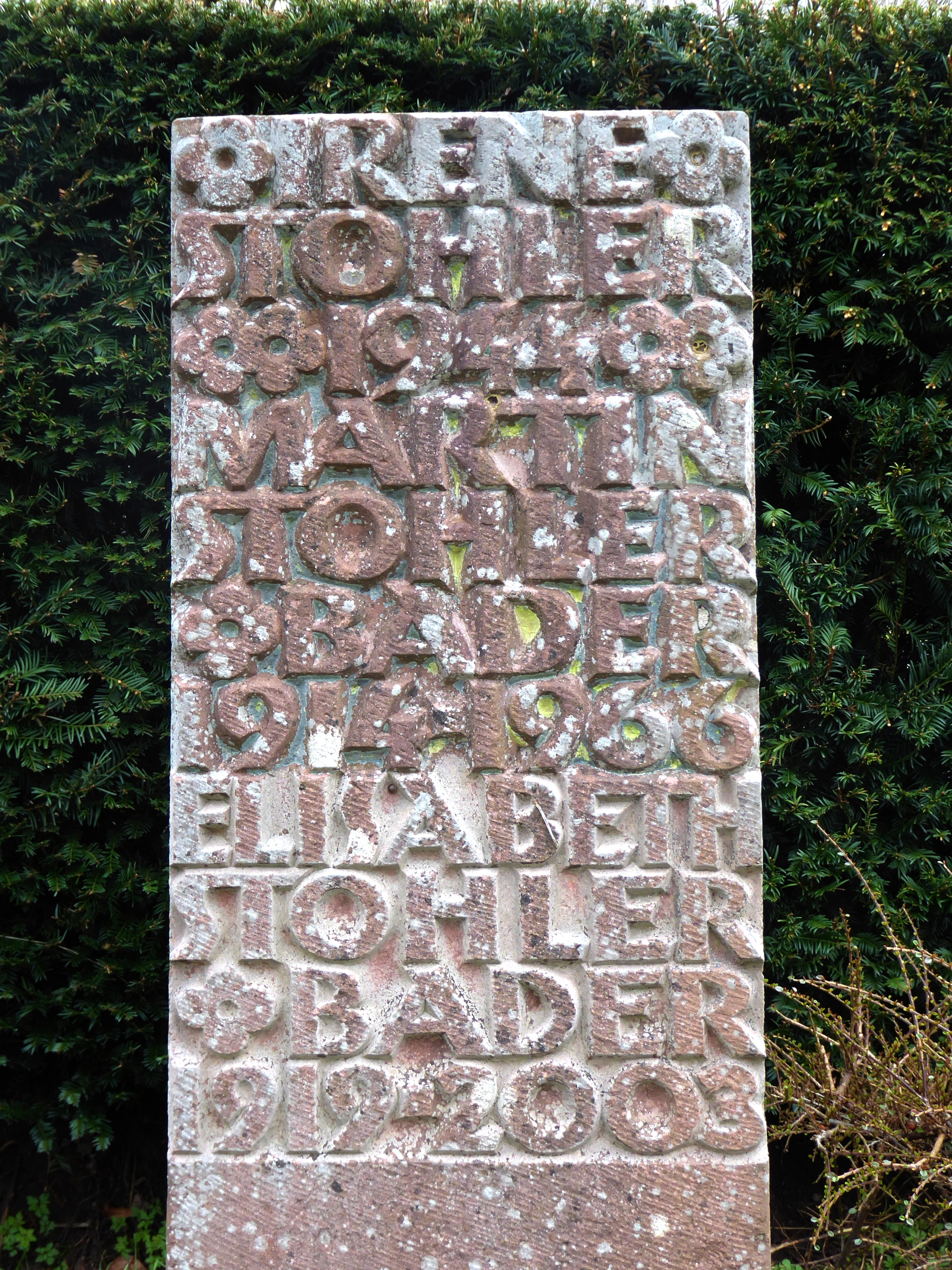
Familiengrab auf dem Friedhof am Hörnli

Stohler starb überraschend wenige Tage vor seinem 52. Geburtstag und vor der 25-Jahr-Feier der von ihm mitaufgebauten GTCP-Sektion Industriearbeiter Basel bei einem Ferienaufenthalt in Südfrankreich und nur drei Wochen nach dem ebenso überraschenden Tod von Kartellsekretär Oreste Fabbri. Sein Tod wurde nicht nur in der Arbeiterbewegung, sondern auch in der bürgerlichen Presse mit grossem Bedauern zur Kenntnis genommen. Seine letzte Ruhestätte fand er auf dem Friedhof am Hörnli.
Die von ihm vorbereitete Rede für die Jubiläumsfeier, «Brot und Aktien allein genügen nicht», verlas der langjährige Sektionsverwalter Traugott Hasslauer. Stohler kritisierte darin Konservativismus, Selbstzufriedenheit und Zersplitterung der Gewerkschaften. Der Trend, immer mehr Arbeitnehmer im Angestelltenverhältnis anstatt als Arbeiter zu beschäftigen, sei eine Gefahr für die Gewerkschaften und die Sozialpartnerschaft. Die Gewerkschaften werden daher um die Zuständigkeit für die Angestellten kämpfen müssen. Die künstliche Barriere zwischen Arbeitern und Angestellten müsse verschwinden. Zudem sollen die Vereinbarungen der Sozialpartner auch nur deren Mitgliedern zugutekommen und nicht beispielsweise den unorganisierten Arbeitern.
Ähnliche Überlegungen äusserte Stohler auch wenige Tage vor seinem Tod am Verbandskongress der GTCP vom 30. September bis 1. Oktober 1966 in Luzern als Antwort auf einen Vortrag von SMUV-Zentralpräsident und SGB-Vizepräsident Ernst Wüthrich. Dieser Diskussionsbeitrag hatte starke Beachtung gefunden. Stohler äusserte danach seine Überraschung und Freude darüber, dass er von Wüthrich, der politisch weit von ihm entfernt war, nicht bekämpft worden sei.